# 德威特鎮區 (愛荷華州克林頓縣)
德威特鎮區（英語：De Witt Township）是位於美國愛荷華州克林頓縣的一個行政鎮區。

## 地方資料
根據2010年美國人口普查的數據，德威特鎮區的面積為141.10平方千米，當中陸地面積為140.69平方千米，而水域面積為0.41平方千米。當地共有人口6346人，而人口密度為每平方千米44.98人。